# Pedro Ruiz Rivera
Pedro Ruiz Rivera (Cocula, Jalisco; 2 de octubre de 2000) es un futbolista mexicano, juega como Defensa y su equipo actual es el Club Atlético La Paz de la Liga de Expansión MX.

## Trayectoria
Formación en el Club Deportivo Guadalajara y en el Monterrey Fútbol Club
Empezó jugando en 2017 con el equipo de Tercera División del Club Deportivo Guadalajara. En 2018 pasó a las fuerzas básicas del Club de Fútbol Monterrey, sin embargo solo tuvo actividad en 6 partidos con la sub-20 y 3 con el equipo de Tercera División.

### Mazorqueros Fútbol Club
En 2020 llega a Mazorqueros FC para afrontar la Liga Premier, también teniendo actividad en Tercera División.

### Club Atlético La Paz
A mediados de 2022, los dueños de los Mazorqueros FC compraron la franquicia del Tampico Madero para crear al Club Atlético La Paz en Liga de Expansión. Pedro, junto a la gran mayoría de sus compañeros en Mazorqueros pasaron a este nuevo equipo. Debutó en Liga de Expansión el 6 de julio de 2022, siendo titular en un empate a 0 ante Alacranes de Durango.